# Хэнсен, Кортни
Ко́ртни Джейн Хэ́нсен (англ. Courtney Jane Hansen; 2 октября 1974, Миннеаполис, Миннесота, США) — американская телеведущая, журналистка, актриса

 и писательница. Ведущая гоночного шоу «Power Nation» (2014—2015) на «NBC Sports» .

## Биография
Кортни Джейн Хэнсен родилась 2 октября 1974 года в Миннеаполисе (штат Миннесота, США) в семье гонщика Джеральда Джона Хэнсена и его жены Констанс Данлоп Хэнсен (в девичестве Уокер), владеющих «Brainerd Raceway». Кортни выросла в Ороно и провела много времени возле ям и гаражей на гоночных трассах. В результате, она является автомобильной энтузиасткой и большая часть её работы на сегодняшний день вращалась вокруг автомобилей.
Кортни окончила Университет штата Флорида, получив степень в области маркетинга, и некоторое время она работала в этой области.

## Личная жизнь
В 2010—2012 годы Кортни была замужем за фармацевтическим магнатом Ильёй Сапритски.
С 20 июля 2018 года Кортни замужем за владельцем «RumbaTime» Джеем Хартингтоном. У супругов есть дочь — Холленд Марисия Уокер Хартингтон (род. 05.07.2014).